# Hirundapus celebensis
Hirundapus celebensis е вид птица от семейство Бързолетови (Apodidae).

## Разпространение
Видът е разпространен в Индонезия и Филипините.